# Signoria di Nablus
La Signoria di Nablus era uno dei vassalli del regno crociato di Gerusalemme.
Il suo territorio si estendeva nella regione a nord di Gerusalemme, attorno alla città di Nablus.

## Storia
La città fu occupata senza combattere nel 1100 dai crociati sotto il comando di Tancredi d'Altavilla, e ribattezzata Napoli.
Alla popolazione musulmana e samaritana, che rimase nella città, si unirono alcuni Crociati che vi si stabilirono per approfittare della abbondanti risorse di Nablus.
Nablus entrò a far parte del demanio regio del Regno di Gerusalemme del quale divenne una delle città principali. 
Nel 16 gennaio del 1120 a Nablus si tenne un'assemblea di prelati e nobili nella quale furono stabilite le prime leggi scritte del regno.
Durante la seconda metà del dominio crociato su Nablus le forze musulmane cominciarono a lanciare incursioni al fine di riguadagnare il controllo della città. 
Nel 1137, truppe arabe e turche di stanza a Damasco fecero un'incursione penetrando in Nablus, uccisero molti cristiani e bruciarono le chiese ma non riuscirono a riconquistare la città.
La regina Melisenda di Gerusalemme risiedette a Nablus dal 1150 al 1161, dopo che le fu concesso il controllo della città al fine di risolvere un conflitto con il figlio Baldovino III.
I Crociati cominciarono a costruire istituzioni cristiane a Nablus, inclusa una chiesa dedicata alla Passione e Resurrezione di Gesù, nel 1170 essi eressero anche un ospizio per i pellegrini.
Il dominio dei Crociati terminò nel 1187, quando gli Ayyubidi guidati da Saladino conquistarono la città. 
Secondo un manoscritto liturgico scritto in lingua siriaca i cattolici fuggirono da Nablus, ma gli originari abitanti cristiani ortodossi rimasero.
Dopo la riconquista dei musulmani varie chiese crociate furono convertite in moschee, inclusa l'antica cattedrale della città che fu trasformata nella Grande moschea di Nablus dagli Ayyubidi.
Nel 1202 la città venne distrutta dai crociati stessi ed in seguito riedificata dagli arabi.

### Signori di Nablus
Baldovino I dopo la conquista unì Nablus alla signoria d'Oltregiordano, per poi separarla nel 1106 quando la diede in feudo a Guido de Milly.
Il figlio di quest'ultimo Filippo nel 1161 la scambiò con la signoria d'Oltregiordano.
Nel 1174 sul suo letto di morte, il re Amalrico I diede la signoria di Nablus come morgengabio alla moglie Maria Comnena, il cui secondo marito Baliano di Ibelin divenne signore di Nablus. 
- Pagano il Coppiere

- Guido de Milly (1108 - 1126)

- Filippo de Milly (1126[2] - 1161)

- 1161-1174 : demanio regio

- 1174-1187: Maria Comnena (1154 † 1217), vedova del re Amalrico I di Gerusalemme († 1174)

1177-1187: Baliano di Ibelin, suo secondo marito.
- Stefania di Ibelin

Nablus fu, tecnicamente, parte del demanio regio ed ebbe anche dei visconti che governavano in luogo del monarca:
- Ulrico (1115-1152)

- Baldovino Bibalus (c. 1159-1162)

- Baldovino, figlio di Ulrico (c. 1162-1176)

- Amalrico (c. 1176-1187)